# Coyame

Coyame se află în municipalitatea Coyame del Sotol

Coyame (altă denumire: Santiago de Coyame) este un oraș mexican din statul Chihuahua. Este reședință de municipiu pentru municipalitatea Coyame del Sotol.
În 2005, potrivit recensământului INEGI, orașul avea o populație de 611 oameni. În 2010 populația era de 709 oameni.
A fost întemeiat în 1715 de către exploratorul spaniol Juan Antonio Traviña y Retes.